# Aechmea lasseri
Espèce
Classification phylogénétique
Aechmea lasseri est une espèce de plante de la famille des Bromeliaceae, endémique du Venezuela.